# Близняшки Белла
«Близняшки Бе́лла» (англ. The Bella Twins) — американская команда в рестлинге, выступавшая в WWE и состоявшая из сестер-близнецов Бри Белла и Никки Белла (настоящие имена Брианна Моник Дэниелсон и Стефани Николь Гарсиа-Коласе, англ. Brianna Monique Danielson, Stephanie Nicole Garcia-Colace). Каждая из сестёр является бывшей чемпионкой WWE среди Див. Бри — первая близняшка в истории WWE, завоевавшая этот титул. Никки завоевывала титул дважды и остается самой длительной его обладательницей.
В 2020 году «Близняшки Белла» включены в Зал славы WWE.

## Ранняя жизнь
Николь и Брианна Гарсия-Коласе появились на свет с разницей в шестнадцать минут, 21 ноября 1983 года в семье мексикано-итальянского происхождения. Сестры родились в городе Сан-Диего, штат Калифорния, но, выросли на ферме в пригороде Скотсдейла, штат Аризона. В юности, девушки играли в футбол. Окончив среднюю школу Чапараль в 2002 году, они вернулись в Сан-Диего, с целью продолжить обучение, где Николь играла в футбол за команду колледжа «Гроссмонт», параллельно подрабатывая в спорт-баре «Hooters» вместе с Брианной. В погоне за новыми возможностями в сфере моделинга и актерского искусства, сестры переезжают в Лос-Анджелес, где едва сводят концы с концами, занимаясь различной деятельностью — от маркетологов в ныне несуществующем звукозаписывающем лейбле, до официанток в отеле «Mondrian».
Первое появление сестер на национальном телевидении, состоялось на телеканале «Fox Reality» в рамках реалити-шоу «Fox Meet My Folks». После этого появления, Николь и Брианна были наняты в качестве моделей, официальным спонсором «Чемпионата Мира по футболу» — торговой маркой пива «Budweiser», позируя с Кубком мира ФИФА. В 2006 году, они были участницами конкурса «International Body Doubles twins search». В том же году, сестры проходили кастинг на конкурс «Поиск Див», проводимом WWE, однако не смогли попасть в финальную восьмерку.

## Личная жизнь

### Бри
С 11 апреля 2014 года Белла замужем за рестлером WWE Дэниелом Брайаном, с которым она встречалась 3 года до их свадьбы. У супругов двое детей — дочь Бёрди Джо Брайан (род. 9 мая 2017) и сын Бадди Дессёрт Брайан (род. 1 августа 2020)

### Никки
С 2004 по 2007 год Белла была замужем за своим школьным возлюбленным, но брак был аннулирован. С 2012 по 2018 год Белла встречалась с рестлером WWE Джоном Синой. Они расторгли помолвку меньше чем за 3 недели до запланированной свадьбы. С января 2019 года Белла встречается с танцором Артёмом Чигвинцевым. 3 января 2020 года они объявили о помолвке. У пары есть сын — Маттео Артёмович Чигвинцев (род. 31 июля 2020).

## Титулы и достижения
- Pro Wrestling Illustrated
  - №16 в списке 50 женщин-рестлеров 2014 года (Бри)[12]
  - №1 в списке 50 женщин-рестлеров 2015 года (Никки)[13]
- Rolling Stone
  - Самый прогрессирующий рестлер года (2015) — Никки Белла[14]
  - Дива года (2015) — Никки Белла[15]
- Wrestling Observer Newsletter
  - Худший матч года (2013) Total Divas (Наталья, Наоми, Кэмерон, Никки Белла, Бри Белла, Ева Мари и Джо-Джо) против Настоящих див (Эй Джей, Тамины, Кейтлин, Розы Мендес, Алишы Фокс, Аксаны и Саммэр Рэй) 24 ноября
  - Худшая вражда года (2014) Никки Белла против Бри Беллы
  - Худшая вражда года (2015) Team PCB против Team B.A.D. против Team Bella[16]
- World Wrestling Entertainment / WWE
  - Чемпионка WWE среди Див (3 раза) — Бри (1), Никки (2)[17]
  - Slammy Award в номинации Дива года (2013) — Бри и Никки Белла
  - Slammy Award в номинации Пара года (2013) — Бри Белла и Дэниел Брайан
  - Slammy Award в номинации Пара года (2014) — Бри Белла и Дэниел Брайан
  - Slammy Award в номинации Дива года (2015) — Никки Белла
  - Зал славы WWE (2020)[1]